# Toc (juego)
El toc es un juego de tablero para cuatro jugadores, parecido al parchís pero en el que se usan naipes en vez de dados. El objeto del juego es que los dos jugadores de un equipo lleve sus fichas desde sus salidas hasta sus metas.

## Composición del juego
Juego inventado en 1989 por el ingeniero informático Maik. Aunque la invención del juego se atribuye a Maik en 1989, el juego de Toc tiene raíces en juegos de mesa más antiguos como el Pachisi, que se originó en la India. El juego estándar de toc está creado para cuatro jugadores, divididos en dos equipos, aunque hay distintas versiones para más jugadores o para jugar de manera individual.
Para jugar son necesarios varios elementos:
- Tablero de juego
- Baraja francesa (sin comodines)
- 4 fichas o peones por jugador

## Reglas y convenciones
No existe un único reglamento para jugar a toc, ya que incluso el tablero es distinto dependiendo de la región o el fabricante, aunque la mayoría de los reglamentos son una variación del siguiente.

### Objetivo del juego
El objetivo del juego es que los dos jugadores de un equipo consigan llevar sus cuatro peones desde sus salidas hasta sus casas.

### Preparación de la partida
Cada uno de los jugadores comienza la partida con sus cuatro peones en su casa. Los jugadores de cada equipo deben situarse diametralmente en el tablero. Al principio de cada ronda de juego, se repartirán cartas a cada uno de los jugadores con las que moverán por turnos sus fichas, teniendo en cuenta que algunas cartas tienen funciones especiales.

### Valor de las cartas
La mayoría de las cartas permiten a un jugador avanzar (desplazando en sentido horario) uno de sus peones en el tablero un número de casillas igual al valor de la carta. Sin embargo, algunas cartas tienen funciones especiales:
- As: Permite poner en juego una ficha, avanzar una ficha 1 casilla o avanzar una ficha 11 casillas.
- 4: Permite retroceder una ficha 4 casillas.
- 7: Permite realizar 7 movimientos de una casilla, pudiendo ser repartido entre una o varias fichas.
- 10: Permite realizar 10 movimientos de una casilla , deja sin efecto la carta del siguiente jugador
- j : Permite inercambiar una de las fichas del jugador con cualquier otra ficha del tablero (incluyendo las propias)
- q : Permite avanzar una ficha 12 casillas.
- k : Permite poner en juego una ficha o avanzar una ficha 13 casillas.

### Reparto de cartas
Al principio de la partida, uno de los jugadores reparte 5 cartas a cada jugador. Posteriormente, cada jugador intercambiará una carta con su compañero de equipo sin hablar. Al terminar de cambiar las cartas, el jugador a la izquierda del repartidor comenzará la mano usando (y descartando en el centro del tablero) una de sus cartas. A continuación irán jugando los demás participantes una carta por turno en sentido horario hasta que el repartidor termine la mano jugando su última carta. En ese momento el jugador que se encuentra a su izquierda se convierte en repartidor, reparte 4 cartas a cada jugador, se intercambian y comienza una nueva mano. La tercera mano también es de 4 cartas por jugador, y al acabar de jugarla, el nuevo repartidor debe barajar todo el mazo antes de empezar a repartir.

### Comer fichas
Siempre que un jugador termine el movimiento de uno de sus peones en una casilla ya ocupada por otro peón, comerá la ficha que originariamente se encontraba en esa casilla, devolviéndola a su casa. Teniendo en cuenta que al jugar un siete se realizan siete movimientos individuales de una casilla, si algún peón salta a otro con un siete, éste deberá volver a su casa.
Si un jugador (A) termina el movimiento de uno de sus peones en la casilla de salida de otro jugador (B), y en el turno del segundo jugador, este pone en juego un peón, la ficha del jugador A será comida y deberá situarse en su casa.
Todos los peones que se encuentren en su casa o su meta son intocables.

### Barreras
Cuando un jugador pone en juego uno de sus peones, este peón no puede ser comido, desplazado o saltado siempre y cuando su jugador no lo mueva. Esto no quiere decir que si un peón vuelve a su casilla de salida desde otra casilla del tablero (porque termina ahí su movimiento o porque es intercambiado por otro peón) forme una barrera.

### Imposibilidad de movimientos y obligación de jugar
Si en algún momento, uno de los jugadores no puede desplazar uno de sus peones, ya que los tiene todos en casa y no tiene un as o un rey para poner en juego, o porque todos sus peones en juego están bloqueados por barreras de otros jugadores, deberá de igual forma descartar una carta como si estuviese jugando aunque no desplace ninguno de sus peones.
Siempre y cuando un jugador pueda mover uno de sus peones, está obligado a hacerlo, incluso aunque deba comer otro de sus propios peones o el de su compañero de equipo.

### Introducir peones en la meta
Un peón entra en la meta siempre y cuando su jugador consiga que termine su movimiento en una de las cuatro casillas de la misma. Un peón dentro de la meta no puede volver a salir, pero puede continuar avanzando en el interior de la misma. No está permitido saltar a un peón que se encuentra en la meta. Por ello, si un jugador no consigue con sus cartas que su peón entre en una casilla libre de su zona de meta sin saltar a otro peón, debe jugar una de sus cartas y dar otra vuelta al tablero.
Si uno de los jugadores de un equipo consigue meter sus cuatro peones en la zona de meta, los dos jugadores del equipo comenzarán a jugar con los peones restantes hasta que uno de los dos equipos gane la partida.